# Ночной слушатель
«Ночной слушатель» (англ. The Night Listener) — психологическая драма Патрика Стеттнера.

## Сюжет
Известный писатель и радиоведущий Габриел Нун (Робин Уильямс) ведет ночную радиопрограмму о тяжёлых судьбах различных людей. К нему в руки попадает шокирующая история молодого паренька по имени Пит, которая заинтересовывает Габриеля. Пит (Рори Калкин) звонит к нему домой, и тут становится ясно, что мальчик смертельно болен. Звонки становятся все чаще, и вскоре у них завязывается дружба. Габриел пытается встретиться с мальчиком, но его приёмная мать (Тони Коллетт) скрывает их местоположение, дабы уберечь от настоящих родителей. Но собственное расследование все-таки выводит Габриэля на след приёмной матери. К его удивлению, она оказывается слепой. Череда событий наводит Габриеля на мысль о том, что в этой истории скрыта куда более страшная тайна.[какая?]

## В ролях
| Актёр           | Роль          |
| --------------- | ------------- |
| Робин Уильямс   | Габриел Нун   |
| Рори Калкин     | Пит Логан     |
| Тони Коллетт    | Донна         |
| Джо Мортон      | Эш            |
| Бобби Каннавале | Джесс         |
| Сандра О        | Энн           |
| Джон Каллум     | отец Габриела |